# スージー・クアトロ
スージー・クアトロ（Suzi Quatro, 出生名：スーザン・ケイ・クアトロッチオ Susan Kay Quatrocchio, 1950年6月3日 - ）は、アメリカ合衆国出身イギリス在住の女性ロックミュージシャン、シンガーソングライター、ベーシスト、ラジオDJ、女優。
60年以上のキャリアを持つ、女性ロック界の先駆者。女性がエレキ弦楽器を奏でながらハードロックをプレイし、ガールズバンドも率いた草分け的存在として音楽界に大きな足跡を残した。

## 経歴

### ガールズバンド時代（1964年 - 1971年）

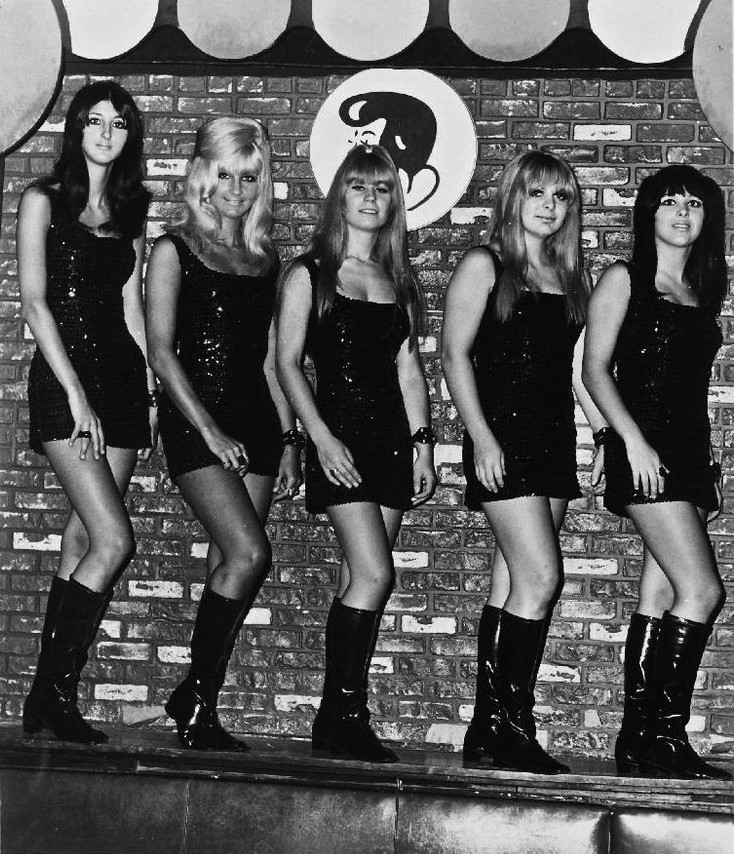
プレジャー・シーカーズ時代、左からパティ・クアトロ、アーリーン・クアトロ、アイリーン・ビドリングマイヤー、ダーリン・アーノン、スージー・クアトロ（1966年）

ミュージシャンだった父アート・クアトロッチオはイタリア系であり、母ヘレン・レベルはハンガリー系であった。8歳の頃、父親が率いるグループ「アート・クアトロ・トリオ」に参加。
1964年からキャリアを本格スタートし、スージー・ソウルの芸名で姉パティ(1948年生まれ）らとガールズバンド「ザ・プレジャー・シーカーズ」(The Pleasure Seekers) を結成（後にもう一人の姉アーリーン（1941年生まれ）と妹のナンシー（1953年生まれ）も加入）。地元デトロイトを拠点に、MC5やジェファーソン・エアプレインらとアメリカ各地をツアーで回った。この頃にまだ駆け出しのテッド・ニュージェントやボブ・シーガーといった、同郷のロックミュージシャンとも交流を深めている。
1969年に「クレイドル」(Cradle) と改名し、ベトナムなど海外ツアーも行った。1970年6月にデトロイトで歌っている際、ジェフ・ベックのモータウン・スタジオでのレコーディングのために同地に来ていた音楽プロデューサーのミッキー・モストによって高い評価を受け、1971年末にモストを頼ってイギリスに渡った。

### ソロに転向（1972年 - 1981年）

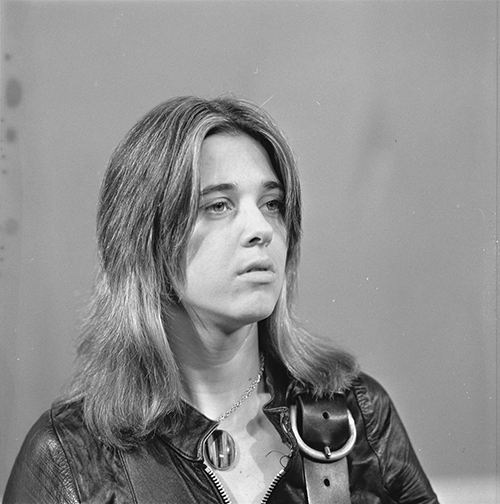
オランダTV出演時（1973年12月）

1972年7月、モスト自身のレーベル・RAKレコードから、ソロ名義のファースト・シングル「Rolling Stone」を発表。フォークソング調の曲で、ポルトガルではチャート1位となったが、他国ではさほど売れなかった。
1973年に入ってからハードロック路線へのイメージチェンジのため、作曲チームにニッキー・チンとマイク・チャップマンを迎え、芸名もSuzie QuatroからSuzi Quatroに変えた。セカンドシングルの「キャン・ザ・キャン」は、イギリスを含むヨーロッパ及びオーストラリアでナンバーワン・ヒットを記録した。続いてリリースされた「48クラッシュ」（1973年、UKチャート3位）、「デイトナ・デモン」（1973年、UKチャート14位）も大ヒットし、この年のイギリスBest Selling Artist/Female/Singleにて第1位となった。
1974年にも「悪魔とドライブ」（UKチャート1位）、「トゥ・ビッグ」（UKチャート14位）、「ワイルド・ワン」（UKチャート7位）が英国で大ヒットした。彼女のファースト及びセカンド・アルバムは、ヨーロッパとオーストラリアで大成功を収めた。日本でも1970年代の終わりまで大きく支持され、1974年から1978年まで5年連続で日本公演を行なった。1977年には、大都市だけではなく中都市も回る大規模な日本ツアーを成功させ、関連したライブアルバムも発表している。
しかしながら母国のアメリカにおいては、1970年代中頃にアリス・クーパーと共にツアーを行うなどの努力をしたにもかかわらず、それほどヒットしなかった。1975年以降、彼女のヘビーで妖しい魅力を伴ったスタイルは受け入れられなくなっていき、人気は1978年まで好転しなかった。同年に「涙のヤング・ラヴ」("If You Can't Give Me Love") がリリースされると、同作はイギリスとオーストラリアでトップ10ヒットを記録。アメリカでは引き続いて成功はしなかったが、1979年にスモーキー (Smokie) のクリス・ノーマンと共に「メロウな二人」("Stumblin' In") をRSOレコードからリリースすると、同作は4位とアメリカで初の大ヒットを記録。しかしこの成功は短期間のものであった。彼女の最後の（オーストラリアでのみの）ヒットは1981年前半にリリースされた「ロック・ハード」("Rock Hard") であった。

### 女優業にも進出〜以降（1982年 - 現在）

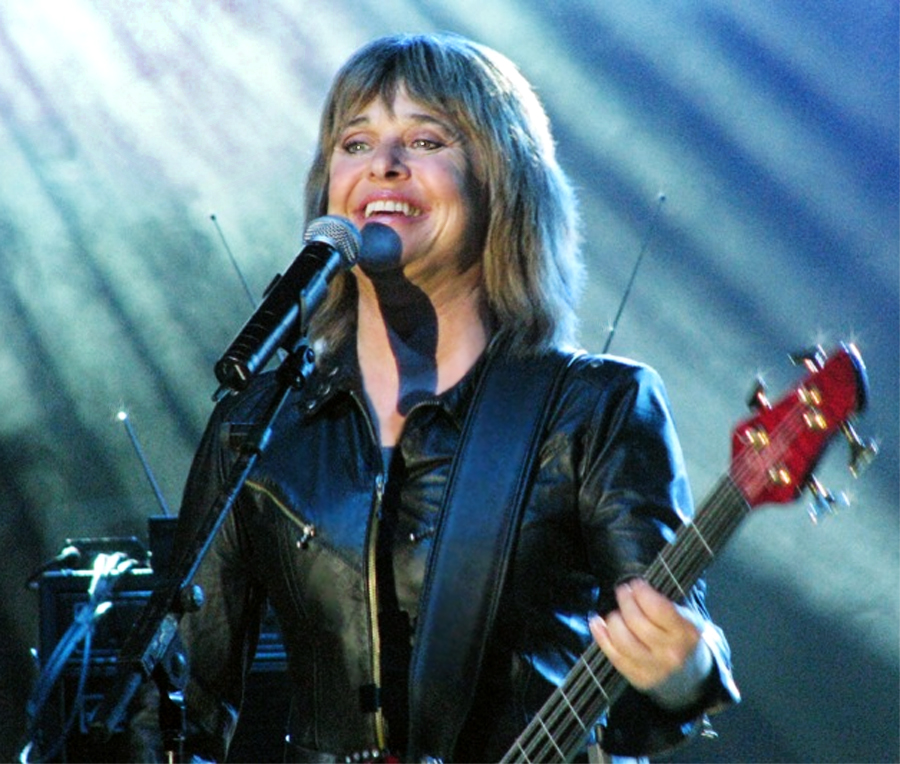
オーストラリア・キャンベラ公演（2007年9月）

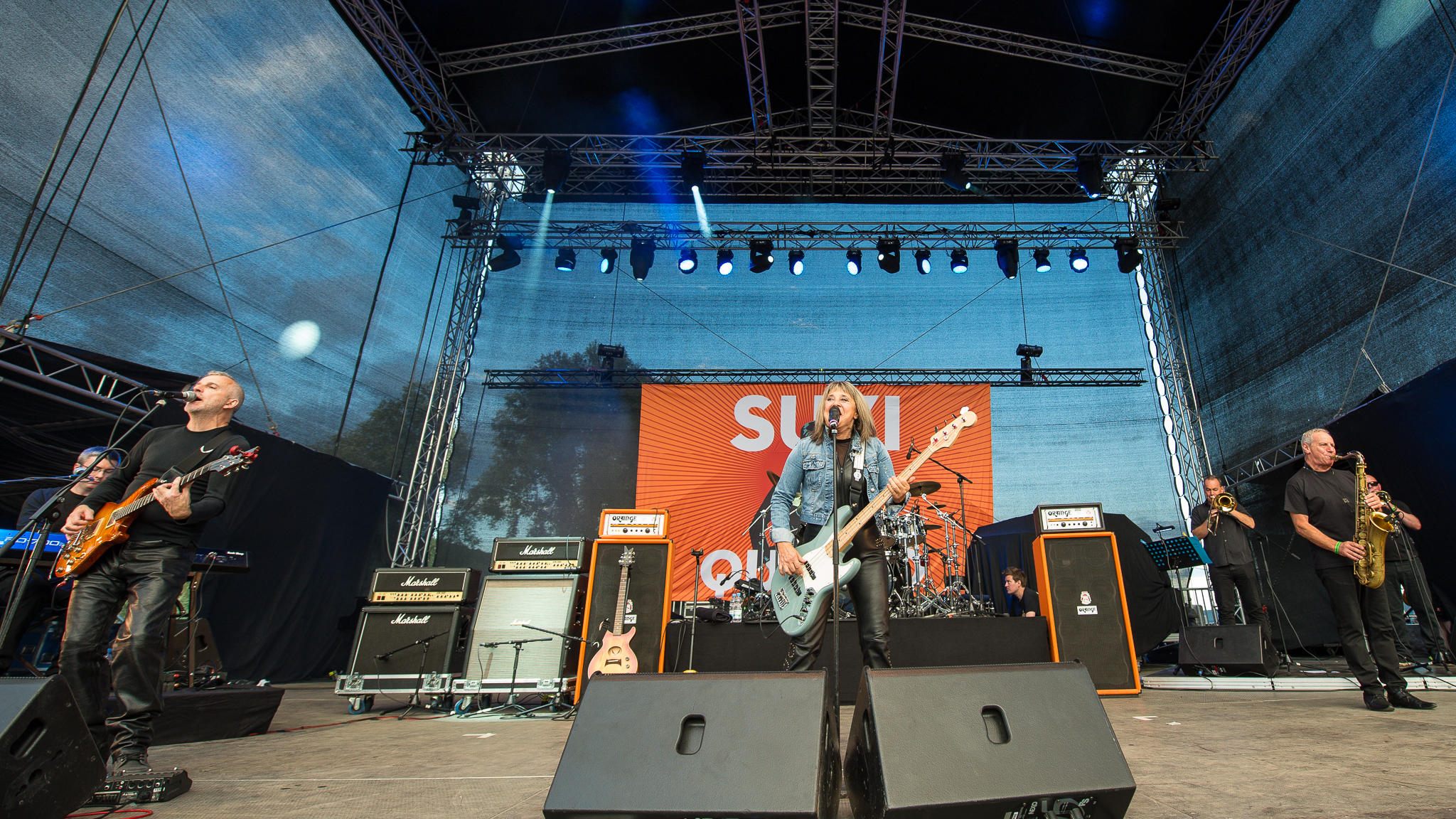
スージー・クアトロ・バンド（2017年8月）

1980年代に入ると女優業にも本格進出し、主にテレビドラマやミュージカルの分野で活躍した。1986年、『アニーよ銃をとれ』ロンドン公演でアニー・オークレイ役を演じた。
1987年、日本のロックバンドBOØWYのシングル曲「Marionette」のB面曲として「THE WILD ONE」を、BOØWYのボーカリスト氷室京介とデュエットしたバージョンを発表。これは同時にレコーディングしたものではなく、日本で録音したオケをイギリスに送りクアトロに歌わせ、その後日本に送り返しミキシングするという手法で制作した。
その後は音楽活動を縮小していたが、BBCのラジオパーソナリティに就いた2000年代からまた活発化した。2006年2月、約10年ぶりのアルバム『Back To The Drive』を、スウィートのギタリスト アンディー・スコットのプロデュースでリリース。アルバムのタイトル・トラックは、往年のパートナーだったマイク・チャップマンが提供した。
2009年、BBCが選ぶ『Queens of British Pop』12人のうちのひとりに選出された。
2010年 - 2011年、かつて姉たちと共に率いていたプレジャー・シーカーズやクレイドルのコンピレーションをリリース。故郷ミシガン州が創設した『ロックンロールの殿堂』入り。
2014年、音楽活動50周年を記念したボックスセット『The Girl from Detroit City』をリリース。同年と翌2015年に、20年ぶりの日本公演を開催。
2016年、長年の音楽に対する貢献を讃えられ、アングリア・ラスキン大学より名誉博士号を授与された。
2017年、アンディ・スコット（スウィート）、ドン・パウエル（スレイド）の元グラムロックプレイヤーと共作したアルバムを発表。
2019年、8年ぶりのソロアルバム『永劫の女王』(No Control) をリリース。秋には自身の活動史を描いたドキュメンタリー映画『スージーQ』が公開され、日本でも2022年に公開された。
2021年、ソロアルバム『スージーの心奥』 (The Devil In Me) をリリース。前作から2年と早いスパンで発表された。翌2022年には、1970年代の音源を網羅したボックスセットを発売。

## 人物

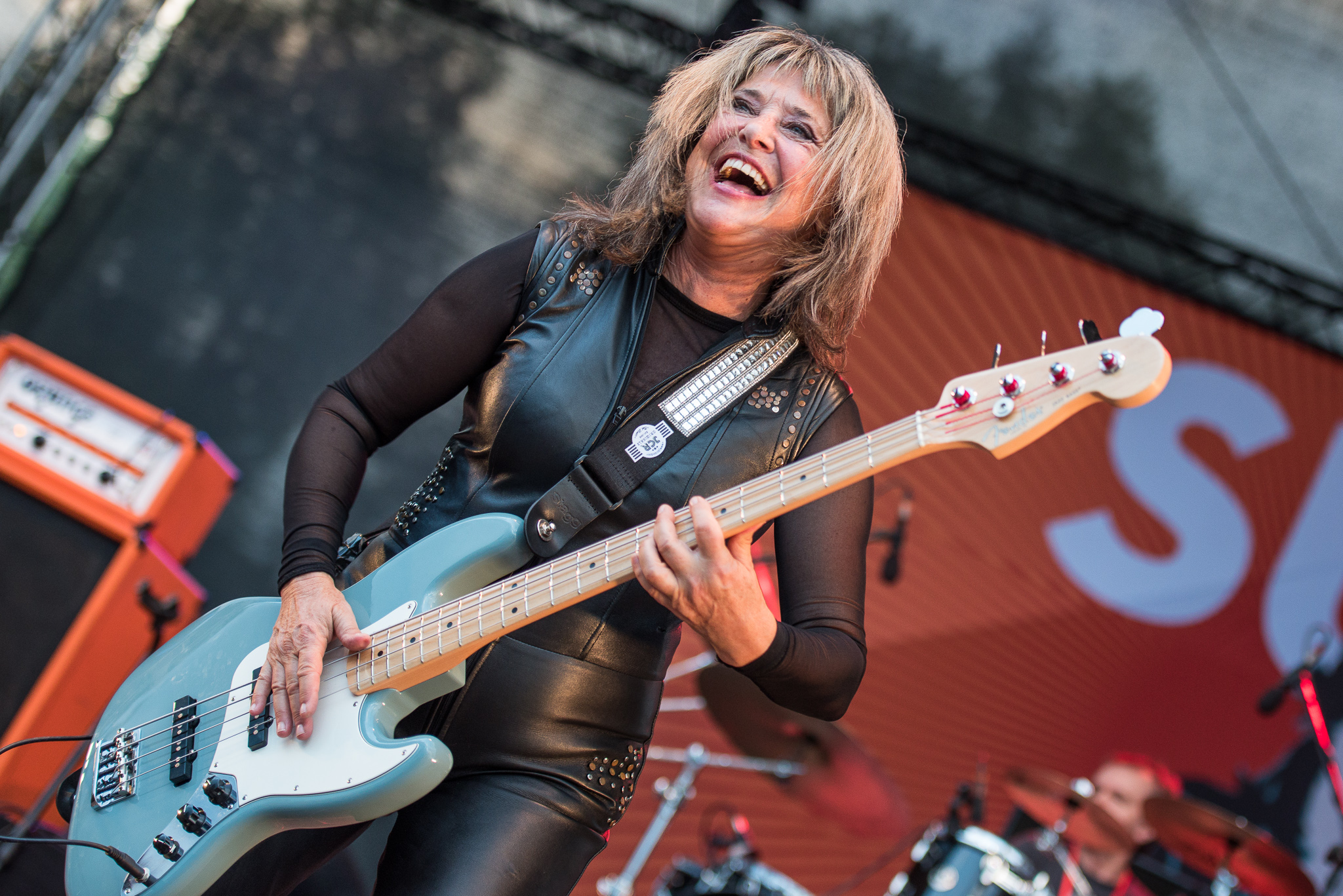
トレードマークのレザー・ジェットスーツ（2017年8月）

長年バック・ギタリストを務めていたレン・タッキーと1978年に結婚し、日本で挙式したが、1992年に離婚した。1993年にドイツの興行プロモーターと再婚。タッキーとの間にはローラ（1982年生）およびリチャード（1984年生）の2人の子があり、2019年以降のアルバム『永劫の女王』と『スージーの心奥』(Devil In Me) は、息子リチャードと共同で制作した。
兄姉にはプレジャー・シーカーズを組んだ姉達（アーリーン、パティ）と妹のナンシーのほか、兄にキーボーディストのマイク・クアトロ（マイケル・クアトロ）がいる。女優のシェリリン・フェンは姉のアーリーンの娘で姪にあたる。
ソロデビュー以来、衣裳はレザーのジャンプスーツを着用している。
2012年4月、ウクライナ・キエフの空港で転び右膝と左手首を骨折した過去がある。

## 使用機材
2000年代以降ではフェンダー・ジャズベースを中心に、ステイタス・グラファイト「S2」も使用している。過去にはフェンダー・テレキャスターベースや、ギブソンのEB2・レスポールベース・グラバー・サンダーバード・リッパーの各モデル、Jaydee Custom GuitarのSupernatural、B.C.リッチの変形モデルなどを扱う場合もあった。

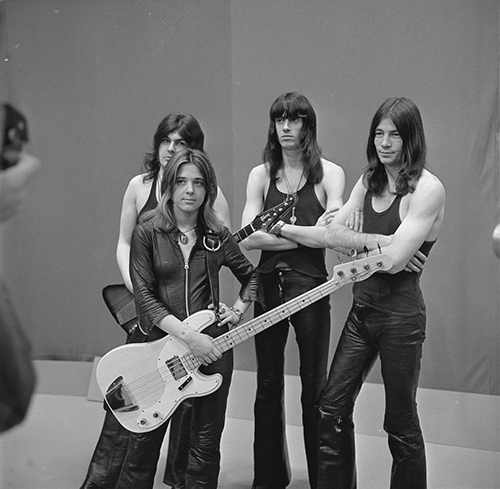
フェンダー・テレキャスターベース 2nd version
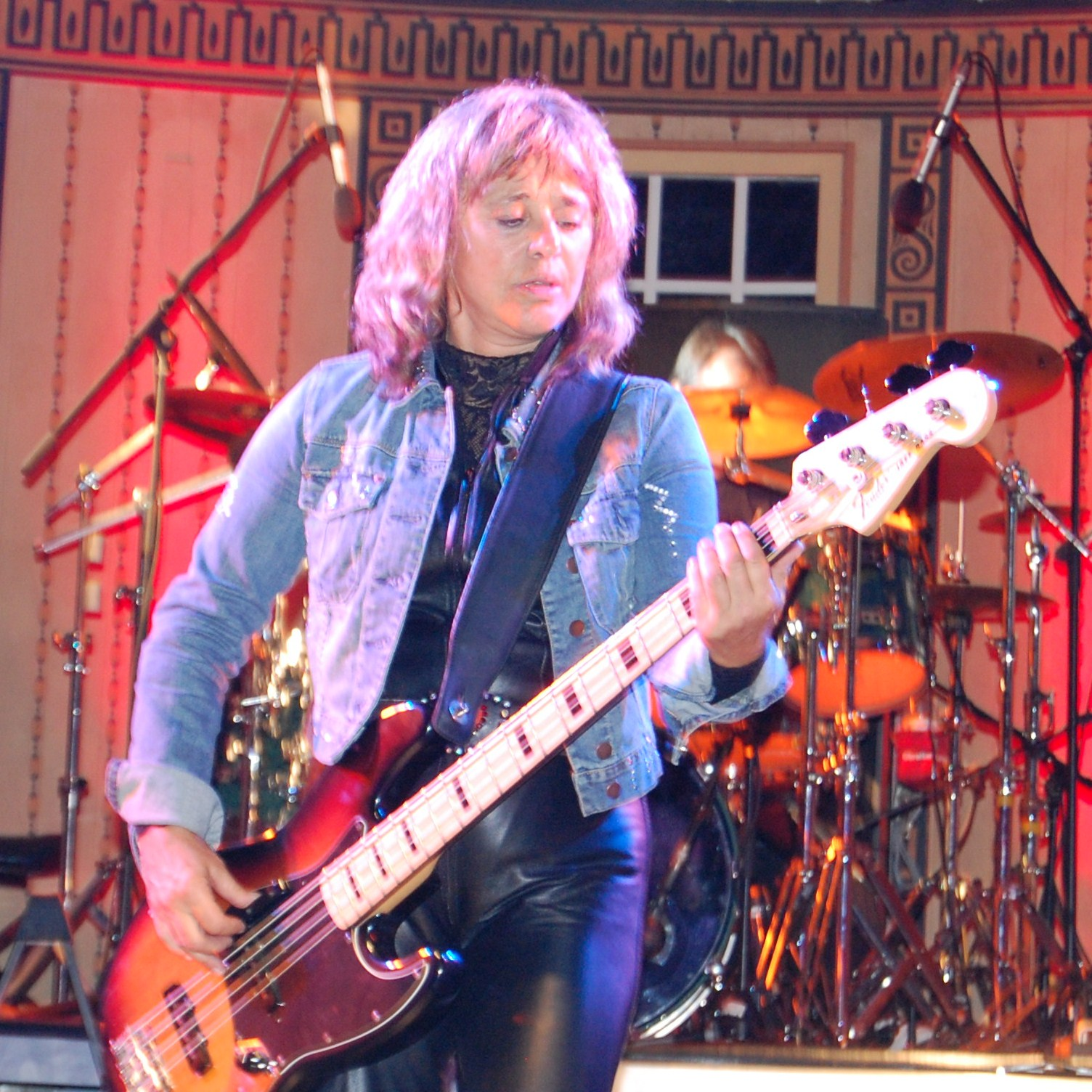
フェンダー・ジャズベース モデル
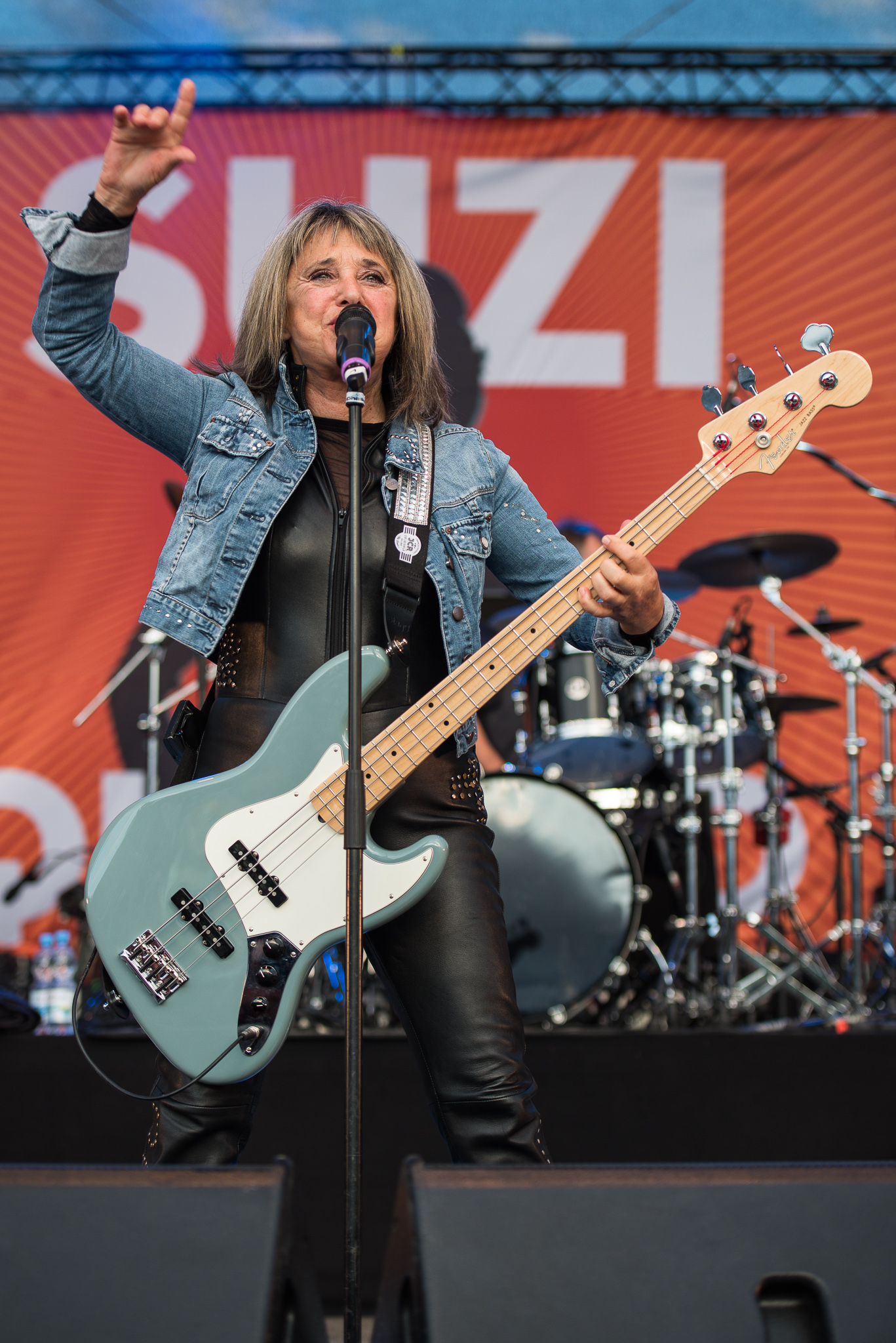
フェンダー・アメリカン・プロフェッショナル・ジャズベース「Sonic Gray」
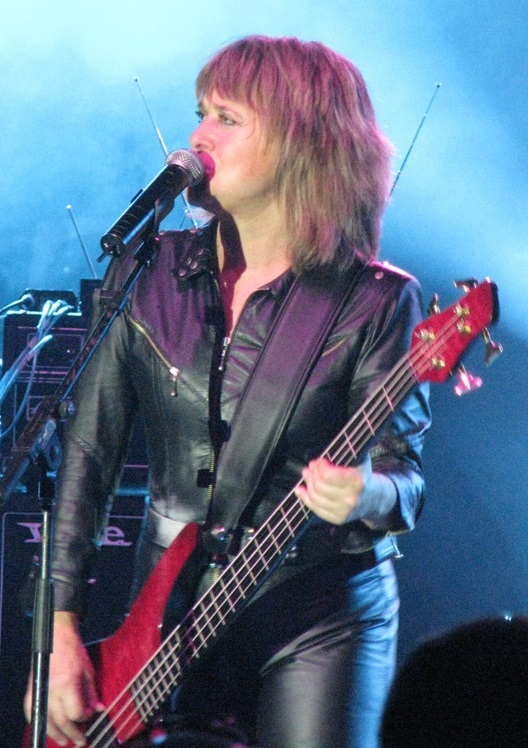
Status Graphite「S2」シグネイチャーモデル

## ディスコグラフィ
（）内はリリース時の邦題

### アルバム
- 1973年 Suzi Quatro（サディスティック・ロックの女王）
- 1974年 Quatro（陶酔のアイドル）
- 1975年 Your Mama Won't Like Me（ママに捧げるロック）
- 1977年 Aggro Phobia（クアトロ白書）
- 1978年 If You Knew Suzi（スージーからの伝言）
- 1979年 Suzi...And Other Four Letter Words（フォー・レター・ワーズの秘密）
- 1980年 Rock Hard（ロック・ハード）
- 1982年 Main Attraction（メイン・アトラクション）
- 1993年 OH,Suzi Q（OH、スージーQ）
- 1996年 What Goes Around
- 2006年 Back To The Drive
- 2011年 In the Spotlight
- 2019年 No Control（永劫の女王）
- 2021年 The Devil In Me（スージーの心奥）

【連名作品】 
- 2017年 スージー・クアトロ、アンディ・スコット & ドン・パウエル - Quatro, Scott & Powell
- 2023年 スージー・クアトロ ＆ KTタンストール - Face To Face

【プレジャー・シーカーズ / クレイドル名義】
- 2010年 The History（クレイドル）
- 2011年 What a Way to Die（プレジャー・シーカーズ）

### 主なシングル
- 1973年 "Rolling Stone" / "Brain Confusion?"
- 1973年 "Can The Can"（キャン・ザ・キャン）/ "Ain't Ya Somethin' Honey?"
- 1973年 "48 Crash"（48クラッシュ）/ "Little Bitch Blue?"
- 1973年 "Daytona Demon"（デイトナ・デモン）/ "Roman Fingers"
- 1974年 "Devil Gate Drive"（悪魔とドライヴ）/ "In the Morning!!"
- 1974年 "The Wild One"（ワイルド・ワン）/ "Shake My Sugar?"
- 1974年 "Too Big"（トゥ・ビッグ）/ "I Wanna Be Free!!"
- 1975年 "Your Mama Won't Like Me"（ママのファンキー・ロックン・ロール）/ "Peter, Peter!!"
- 1975年 "I Bit Off More Than I Could Chew"（ビット・オフ）/ "Red Hot Rosie?"
- 1975年 "I May Be Too Young"（恋するヤング・ガール）/ "Don´t Mess Around"
- 1976年 "Make Me Smile"（やさしくスマイル）/ "Same As I Do"
- 1976年 "Harf As Much As Me"（スリルがいっぱい）/ "American Lady"
- 1977年 "Roxy Roller"（ロキシー・ローラー（サケ・ロック））/ "It'll Grow On You"
- 1977年 "Tear Me Apart"（恋はドッキリ）/ "Close Enough To Rock'n'Roll"
- 1978年 "If You Can't Give Me Love"（涙のヤング・ラヴ）/ "Cream Dream"
- 1979年 "She's In Love With You"（愛のゲーム）/ "Space Cadets"
- 1979年 "Stumblin' In"（メロウなふたり）/ "A Stranger To Paradise"
- 1980年 "Mama's Boy"（ママズ・ボーイ）/ "Mind Demons"
- 1980年 "I've Never Been In Love"（ネバー・ラヴ）/ "Starlight Lady"
- 1980年 "Rock Hard"（ロック・ハード）/ "State Of Mind"

## 出演

### テレビドラマ
- 『ハッピーデイズ』（1977年 - 1979年）- レザー・トスカデロ 役
- Minder（1982年）
- Dempsey and Makepeace（1985年）
- 『アブソリュートリー・ファビュラス』（1994年）
- Countdown（1997年）
- Rock School（2006年）
- Trust Me – I'm a Beauty Therapist（2006年）
- バーナビー警部（2007年）
- オーストラリアンアイドル（2009年）
- RocKwiz（2011年）
- Spicks and Specks（2014年）

### 映画
- スージーQ（2019年10月公開、イギリス） - ドキュメンタリー

### 声優
- 『ボブとはたらくブーブーズ』（2006年）

## 日本公演
- 1974年11月21日・22日・23日・24日：中野サンプラザ（全5公演）
- 1975年10月7日・10日：中野サンプラザ / 10月9日：東京郵便貯金会館 / 10月19日：渋谷公会堂（全15公演）
- 1976年6月12日・13日（昼）・13日（夜）・14日：中野サンプラザ / 7月13日：渋谷公会堂（全24公演）
- 1977年5月27日・6月12日：中野サンプラザ
- 1978年9月01日：福岡市民会館
- 1994年
- 2014年5月30日：新宿BLAZE
- 2015年4月18日・19日：吉祥寺CLUB SEATA

ほか多数